# 원유순
원유순은 대한민국의 동화작가이자 초등학교 교사이다. 경인교육대학교(구 인천교육대학교)를 졸업하고 1978년 인천광역시 백석초등학교에서 교사 생활을 시작했다. 1990년『아동문학평론』으로 신인상 수상했고 1993년 계몽사 아동문학상을 받으며 두각을 나타냈다. 2011년 제43회 소천아동문학상을 수상했다.

## 대표 작품
『까막눈 삼디기』, 웅진닷컴, 2000, 동화집.
『우리 엄마는 여자 블랑카』, 중앙, 2005, 동화집.